# Rémségek cirkusza (film)
A Rémségek cirkusza (eredeti címe: Cirque du Freak: The Vampire's Assistant) 2009-es amerikai fantasyfilm Paul Weitz rendezésében. A film Darren Shan Vámpírvér című trilógiáján alapul. A főszerepben John C. Reilly, Ken Watanabe, Josh Hutcherson, Chris Massoglia, Ray Stevenson, Patrick Fugit, Willem Dafoe és Salma Hayek látható. A film kritikai és pénzügyi szempontból egyaránt megbukott.

## Rövid történet
Két fiatal kellemetlen szituációban találja magát egy cirkuszi show közepén, amikor kiderül, hogy a porondmester egy vámpír.

## Szereplők
- Chris Massoglia: Darren Shan[3]
- John C. Reilly: Larten Crepsley
- Josh Hutcherson: Steve "Leopard" Leonard
- Ray Stevenson: Murlough
- Salma Hayek: Madame Truska
- Patrick Fugit: Evra Von
- Jessica Carlson: Rebecca
- Michael Cerveris: Desmond Tiny
- Willem Dafoe: Gavner Purl
- Vatanabe Ken: Hibernius Tall
- Jane Krakowski: Corma Limbs
- Kristen Schaal: Gertha Teeth
- Orlando Jones: Alexander Ribs
- Frankie Faison: Rhamus Twobellies
- Morgan Saylor: Annie Shan
- Don McManus: Dermot Shan
- Colleen Camp: Angela Shan
- Patrick Breen: Mr. Kersey
- Jonathan Nosan: Hans Hands
- Tom Woodruff, Jr.: farkasember
- Blake Nelson Boyd: Mr. Afraid of the Ground Man

## Filmzene
A filmzenét Stephen Trask szerezte, ezáltal ez a harmadik közös munkája Paul Weitz-cal. A filmzenében közreműködött egy 86 tagból álló zenekar (Hollywood Studio Symphony).

## Megjelenés
A filmet eredetileg 2010. január 15-én tervezték bemutatni, de végül 2009. október 23-án jelent meg.

## Fogadtatás
A Rotten Tomatoes honlapján 38%-os értékelést ért el 139 kritika alapján, és 4.87 pontot szerzett a tízből. A Metacritic honlapján 43 pontot szerzett a százból, 25 kritika alapján. A CinemaScore oldalán átlagos minősítést kapott.
Amerikában 2754 moziban mutatták be a nyitó hétvégén, és 14 millió dolláros bevételt hozott. Világszerte több, mint 39 millió dollárt hozott a pénztáraknál. Az Egyesült Államokban több, mint 5.5 millió dollárt hoztak a DVD-s eladások.